# 夏威夷會議中心
夏威夷會議中心（英語：Hawaii Convention Center）位於美國夏威夷檀香山的一個展覽中心。
2011年，亞洲太平洋經濟合作組織（APEC）於夏威夷會議中心舉行峰會。另外，2015年上映的電影《侏羅紀世界》曾到此取景拍攝。

## 外部連結
- 官方網站 （页面存档备份，存于）（简体中文）
- 官方網站 （页面存档备份，存于）（英文）